# Филадельфия (Малая Азия)
Филадельфия (др.-греч. Φιλαδέλφεια — «братская любовь») — древний небольшой город на западе Малой Азии в области Лидия недалеко от Сардиса (Откр. 1:11; 3:7). Был основан в середине II века до н. э. царём Пергама Атталом II Филадельфом, часто страдал от землетрясений и поэтому никогда не был значительным городом. Ныне — турецкий город Алашехир (город Аллаха) в иле Маниса.

## История
Был основан в 159 году до н. э. царём Пергама Атталом II Филадельфом (159—138 до н. э.) в знак любви к своему брату Евмену II, которого он сменил на троне.
Не имевший наследника Аттал III Филометр, последний из правителей-атталидов Пергамского царства, завещал своё царство своим римским союзникам, когда умер в 133 г. до н. э. В 129 г. до н. э. Рим создал провинцию Азия, соединив Ионию с бывшим Пергамским царством.
С 133 год до н. э. город принадлежал Римской империи, а после падения Рима (476 год) стал частью Восточной Римской империи (Византии).
Город вплоть до турецкого завоевания носил название Филадельфия. Раннехристианская церковь Филадельфии фигурирует в Откровении Иоанна Богослова как одна из семи церквей Апокалипсиса.
Каталонская кампания помогла снять первую турецкую осаду Филадельфии в 1304 году.
Турки Гермияна осадили город вновь в 1310 году. Архиепископ Феолипт Филадельфийский взял на себя раздачу провианта голодающим жителям. В обмен на выплату ежегодной дани туркам Якуба Алишера блокада была им снята после долгих переговоров, но связь с остальной территорией сжимающейся Византии была утрачена навсегда и город превратился в фактически независимый греческий эксклав в океане тюркских владений.
Затем уже местные греки отбили очередную турецкую осаду 1327 года. После этого греческая власть в городе сохранилась как дань нейтралитету на стыке границ курдско-турецкого эмирата Гермиян со столицей в Кютахье, а также тюркских эмиратов Сарухан (Магнесия) и Айдын (Эфес).
Во второй половине XIV века Филадельфия сохраняла статус независимого города, находившегося под влиянием госпитальеров Родоса.
Известно что и в 1330-х годах город продолжал чеканить свою монету. Филадельфия была последней Византийской твердыней во внутренней Малой Азии. В 1390 году Филадельфия была после долгого сопротивления взята войсками султана Баязида I и вспомогательными силами византийского императора Мануила II Палеолога. Византийский летописец Лаоник Халкокондил назвал этот факт позорным. После этого Филадельфию переименовали в Алашехир. В том же году османы oвладели бейликами Айдын, Сарухан и Ментеше.
Вести о том что Мануил II Палеолог служит Баязиду в качестве вассала и выступает против своих же соплеменников (пусть и против своей воли) достигли Москвы в том же 1392 г. В ответ Василий I направил в Константинополь в 1393 г. гневное письмо.